# Кастелс, Кун
Кун Ка́стелс (нидерл. Koen Casteels; род. 25 июня 1992[…], Бонхейден, Фламандский регион) — бельгийский футболист, вратарь клуба «Аль-Кадисия». Участник чемпионата Европы 2024.

## Клубная карьера
Кун является воспитанником «Бетекома» и «Генка». В 2011 году он перебрался в «Хоффенхайм». Его дебют в бундеслиге состоялся в 2012 году. Однако стабильным «первым номером» клуба Кун стал только в следующем сезоне 2013/14. Окончание сезона он пропустил из-за травмы.
В январе 2015 года Кастелс перешел в «Вольфсбург», заключив с клубом контракт до июня 2018 года. Однако окончание сезона 2014/15 футболист провел в аренде в «Вердере».
11 декабря 2019 года Кастелс продлил контракт с «Вольфсбургом» до 2024 года.

## Карьера в сборной
Кастелс представлял Бельгию на юношеском уровне, а с 2011 по 2013 год защищал цвета молодёжной сборной этой страны. Кун попал в расширенный состав сборной Бельгии на чемпионат мира 2014.
В 2018 году в качестве третьего вратаря после Тибо Куртуа и Симона Миньоле Кастелс принял участие в чемпионате мира в России, где вместе с командой стал бронзовым призёром турнира.
10 ноября 2022 года был включён в официальную заявку сборной Бельгии для участия в матчах чемпионата мира 2022 года в Катаре.
10 марта 2025 года Кун объявил о уходе из сборной из-за возвращения Тибо Куртуа.